# Heterospilus alboapicalis
Heterospilus alboapicalis är en stekelart som beskrevs av Sergey A. Belokobylskij 1994. Heterospilus alboapicalis ingår i släktet Heterospilus och familjen bracksteklar. Inga underarter finns listade i Catalogue of Life.